# Máximo de Bulgaria
Patriarca Máximo (en búlgaro, Максим Български), nacido como Marin Naydenov Minkov (Oreshak, Bulgaria, 29 de octubre de 1914 - Sofía, Bulgaria, 6 de noviembre de 2012), fue el jefe de la Iglesia ortodoxa búlgara desde 1971 hasta su muerte.

## Biografía
Nacido en Oreshak, era el segundo de dos hermanos; sus padres fueron Nayden Minkov Rachev y Pena Bordzhukova, sin embargo se sabe muy poco sobre los antecedentes de sus padres. Fue educado sólo en su pueblo natal ubicado en la montaña de Oreshak; más tarde en su infancia se convirtió en un monje novicio en el Monasterio de Troyan y luego estudió Teología Ortodoxa de la Universidad de Sofía. Máximo tomó las órdenes sagradas en 1941 y se convirtió en secretario general del Santo Sínodo en 1955 y en obispo titular de Branit el 30 de diciembre de 1956.

## Galería

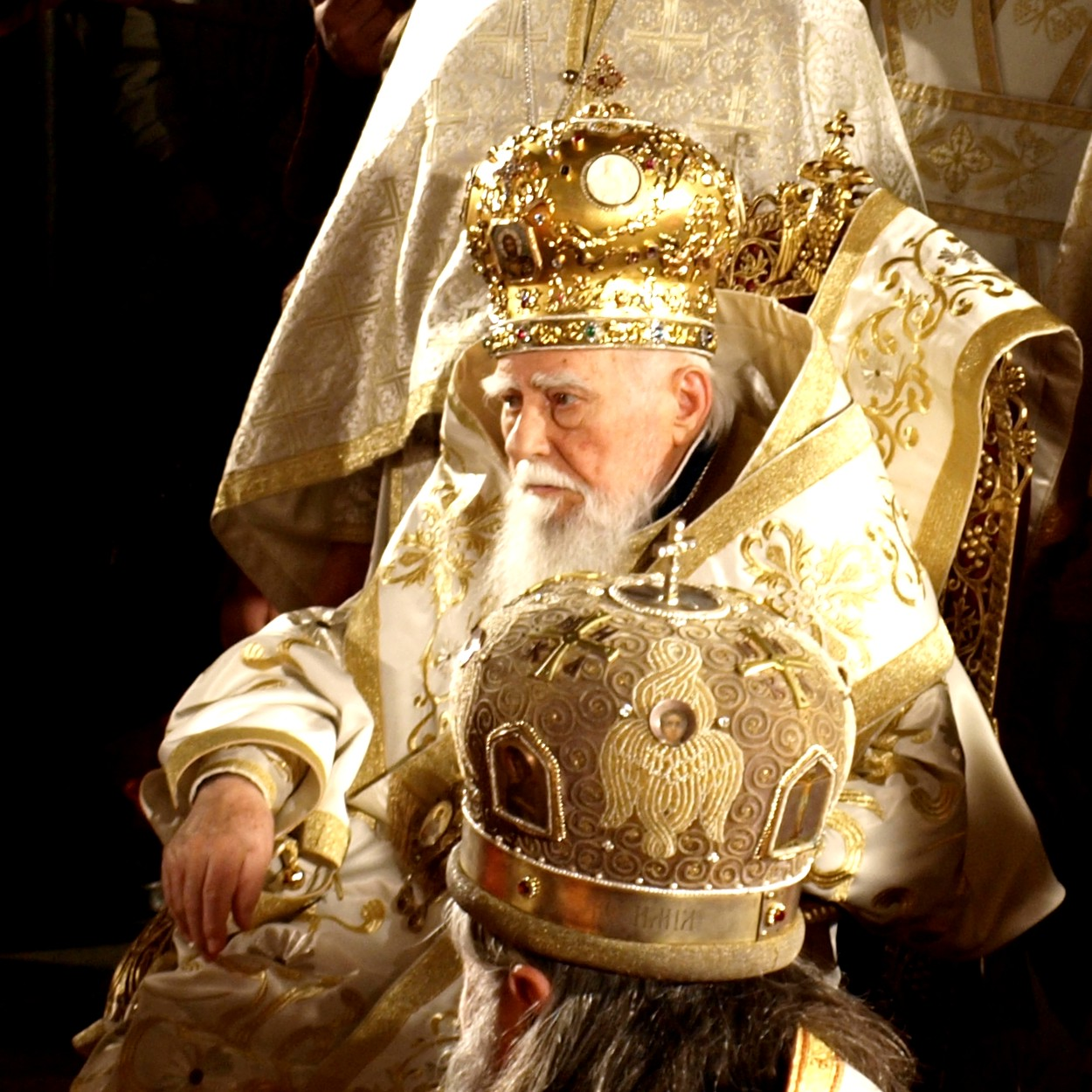
Patriarca Máximo en la canonización de los Santos Mártires de Nueva Batashki en Memorial Church St. A. Nevski el 3 de abril 2011
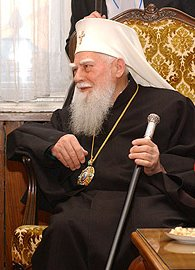
Patriarca Máximo.